# ТРС конектор
ТРС конектор (енгл. TRS connector (од tip, ring, sleeve)) исто назван и џек, фоно конектор, стерео утикач, мини џек, утикач за слушалице (audio jack, phone plug, jack plug, stereo plug, mini-jack, mini-stereo, headphone jack), је врста аудио конектора. Цилиндричног је облика, са два (TS connector) или три контакта, понекад и четири (TRRS connector).
Настао је за потребе телефонских централа крајем 19 вијека. И даље се често користи, и то у оригиналној верзији пречника 0,25 инча (6,35 мм) и мањим верзијама пречника 3,5 и 2,5 мм.

## Повезивање
Код стерео ТРС конектора, сигнал левог аудио канала се повезује са врхом конектора (3, tip). Сигнал десног аудио канала се повезује са средњим прстеном (2, ring) конектора. Минус водови оба канала се повезују са најдужим металним омотачем (плаштом) конектора (1, sleeve).
Код моно ТРС конектора, моно аудио сигнал се везује за врх (3), а минус вод на омотач (плашт) конектора (1).
У оба типа конектора, изолацију појединих електрода омогућују умеци од пластике (4).